# Juan Guzmán (photographe)
Pour les articles homonymes, voir Juan Guzmán.
Juan Guzmán, également connu sous le nom de Juanito (né Hans Gutmann Guster le 28 octobre 1911 à Cologne et mort le 6 novembre 1982 à Mexico,) est un photojournaliste mexicain d'origine allemande. Il est particulièrement connu pour son travail comme photographe de guerre lors de la guerre civile espagnole, puis pour son travail subséquent avec des peintres mexicains tels Frida Kahlo et Diego Rivera.

## Guerre civile espagnole
En 1936, Gutmann prend part à la guerre civile espagnole en se portant volontaire pour les Brigades internationales. Il devient citoyen espagnol et change son nom de Gutmann à Juan Guzmán.
L'une de ses photographies, présentant Marina Ginestà, âgée de 17 ans, au sommet de l'hôtel Colón de Barcelone avec un fusil en bandoulière, est devenue une icône de la guerre civile.
Après la guerre, Guzmán s'exile au Mexique, où il arrive en 1940. Il travaille pour plusieurs magazines d'importance et devient ami avec Frida Kahlo, avec qui il partage certaines positions politiques.
Dans les années 1950, il prend plusieurs photos de Kahlo et de son mari, Diego Rivera. Il photographiera les œuvres d'autres artistes tels Gerardo Murillo, Jesús Reyes Ferreira (en) et José Clemente Orozco.